# Перевальная (приток Симбы)
Перевальная — река в Мурманской области России. Протекает по территориям городских округов город Оленегорск с подведомственной территорией и город Кировск с подведомственной территорией. Левый приток реки Раутуай.
Длина реки составляет 12 км.
Берёт начало на высоте 740 м над уровнем моря к востоку от перевала Северная Лявочорра (Хибины). Протекает по лесной, местами болотистой местности. На высоте 194,9 м проходит через озёра Окунёвые. Впадает в Раутуай слева в 0,6 км от устья.

## Данные водного реестра
По данным государственного водного реестра России относится к Баренцево-Беломорскому бассейновому округу, водохозяйственный участок реки — река Нива, включая озеро Имандра. Речной бассейн реки — бассейны рек Кольского полуострова и Карелии.
Код объекта в государственном водном реестре — 02020000312101000010393.